# Jur nad Hronom
Jur nad Hronom – wieś (obec) na Słowacji położona w kraju nitrzańskim, w powiecie Levice. Pierwsze wzmianki o miejscowości pochodzą z roku 1276. 
Według danych z dnia 31 grudnia 2012, wieś zamieszkiwało 927 osób, w tym 476 kobiet i 451 mężczyzn.
W 2001 roku rozkład populacji względem narodowości i przynależności etnicznej wyglądał następująco:
- Słowacy – 55,51%
- Czesi – 1,28%
- Węgrzy – 41,82%

Ze względu na wyznawaną religię struktura mieszkańców kształtowała się w 2001 roku następująco:
- Katolicy rzymscy – 42,67%
- Grekokatolicy – 0,11%
- Ewangelicy – 25,13%
- Ateiści – 8,56%
- Nie podano – 2,35%